# Frisches Haff-i csata
A Frisches Haff-i csata a tizenhárom éves háború (1454–1466) döntő tengeri ütközete a Visztula lagúnánál (német: Frisches Haff, lengy.: Zalew Wiślany) 1463. szeptember 15-én.
A csatában a lengyelekhez állt danzigi és elbingi flotta győzte le a túlerőben levő maradék teuton flottát, amit Ludwig von Erlichshausen nagymester, Heinrich Reuss von Plauen (később nagymestere a rendnek) és Bernard von Zinnenberg morva zsoldosvezér irányított. A létszámban kisebb porosz konföderált flotta legyőzte a németeket.
A győzelem döntő fontosságú volt, hiszen a német lovagok elvesztették a tengeren is az irányítást, ezzel utánpótlásuk került veszélybe és már így is óriási területekről szorultak ki.